# Sistema Ferroviario Metropolitano Regionale

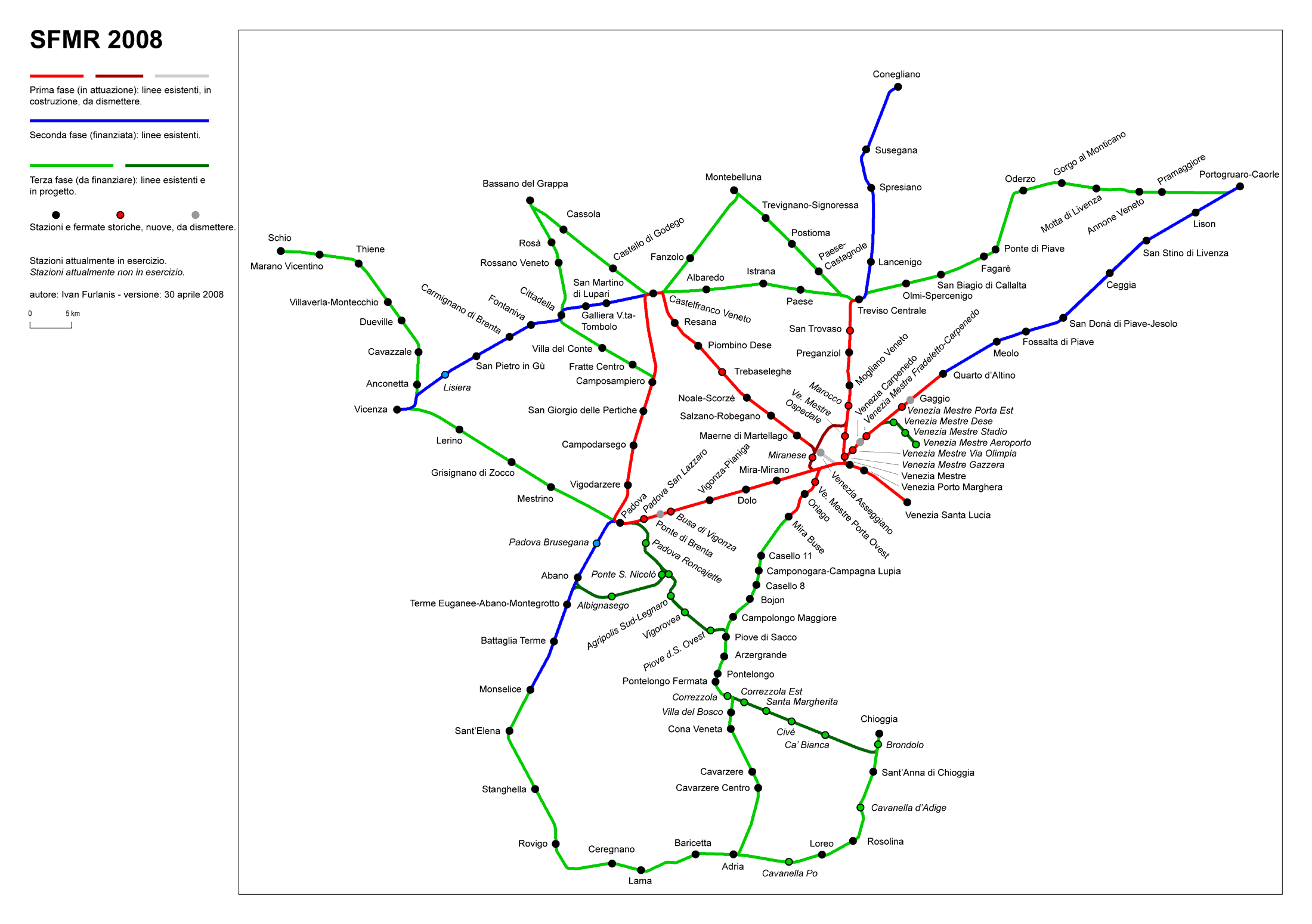
Mappa del Sistema Ferroviario Metropolitano Regionale del Veneto (in rosso la prima fase)

Il Sistema Ferroviario Metropolitano Regionale (SFMR) è un progetto, attuato solo in minima parte, finanziato principalmente da Regione del Veneto, che prevede l'attivazione di un servizio ferroviario regionale/suburbano ad elevata frequenza (ogni 15/30 minuti) con orario cadenzato lungo alcune linee ferroviarie nella Regione del Veneto. La rete ferroviaria sfrutta le ferrovie già esistenti integrate da nuove tratte e da nuove stazioni in corso di realizzazione, in progetto o già realizzate. Il progetto è integrato da interventi di riqualificazione della rete stradale (ad esempio l'eliminazione dei passaggi a livello) e dalla riorganizzazione del trasporto automobilistico pubblico.. Nel 2018 la Regione ha passato la gestione a RFI ritenendolo economicamente irrealizzabile.

## Storia
L'SFMR nasce il 4 febbraio 1988 quando viene firmato un protocollo di intesa tra la Regione del Veneto, l'Ente Ferrovie dello Stato e il Ministero dei Trasporti – Direzione Generale della
Motorizzazione Civile e dei Trasporti in Concessione. Il protocollo prevedeva l'adeguamento a standard metropolitano delle linee ferroviarie e dei nodi di interscambio per realizzare un efficiente sistema integrato di trasporto pubblico.
L'SFMR è stato inserito nel 1989 nel piano regionale dei trasporti, è stato approvato nel 1990 mentre l'approvazione del progetto esecutivo è avvenuta nel 1999.
Alla fine del 2009 più di 20 treni Stadler Rail vengono acquistati dalla Regione Veneto (il contratto definitivo è stato però firmato nel dicembre 2010 a causa di ricorsi al TAR).
Nel marzo del 2010 è stato approvato l'Atto aggiuntivo al contratto di gestione tra la Regione del Veneto e Sistemi Territoriali per finanziare alcune corse aggiuntive, dal 13 giugno 2010, rispetto al precedente orario, lungo la tratta Mira Buse-Mestre effettuate con gli elettrotreni FLIRT. Il servizio non è comunque quello SFMR (che prevede corse cadenzate con due treni per ora). Le corse sono state soppresse dal 15 dicembre 2013 con deliberazione di Giunta regionale n. 2627 del 30.12.2013..
Con DGR n° 1450 del 13 settembre 2011 viene istituito un tavolo di lavoro relativo allo schema di orario cadenzato. Le risultanze del tavolo di lavoro sono state approvate con DGR 2842 del 28 dicembre 2012 e pubblicate nel bur n° 20 del 26 febbraio 2013
Al 2013 sono state costruite nuove stazioni ferroviarie, sono state ristrutturate stazioni ferroviarie, sono stati realizzati parcheggi di scambio, sono stati chiusi passaggi a livello (sostituiti da sottopassi o cavalcavia), è stato realizzato il quadruplicamento della linea Padova-Mestre, è stata elettrificata la linea Mira Buse-Venezia Mestre, è stata raddoppiata la tratta tra Camposampiero e Castelfranco Veneto, è stata in parte riattivata la Linea dei Bivi ed è in parte completata la riorganizzazione del nodo di Venezia Mestre. Nessun servizio SFMR è entrato in servizio.

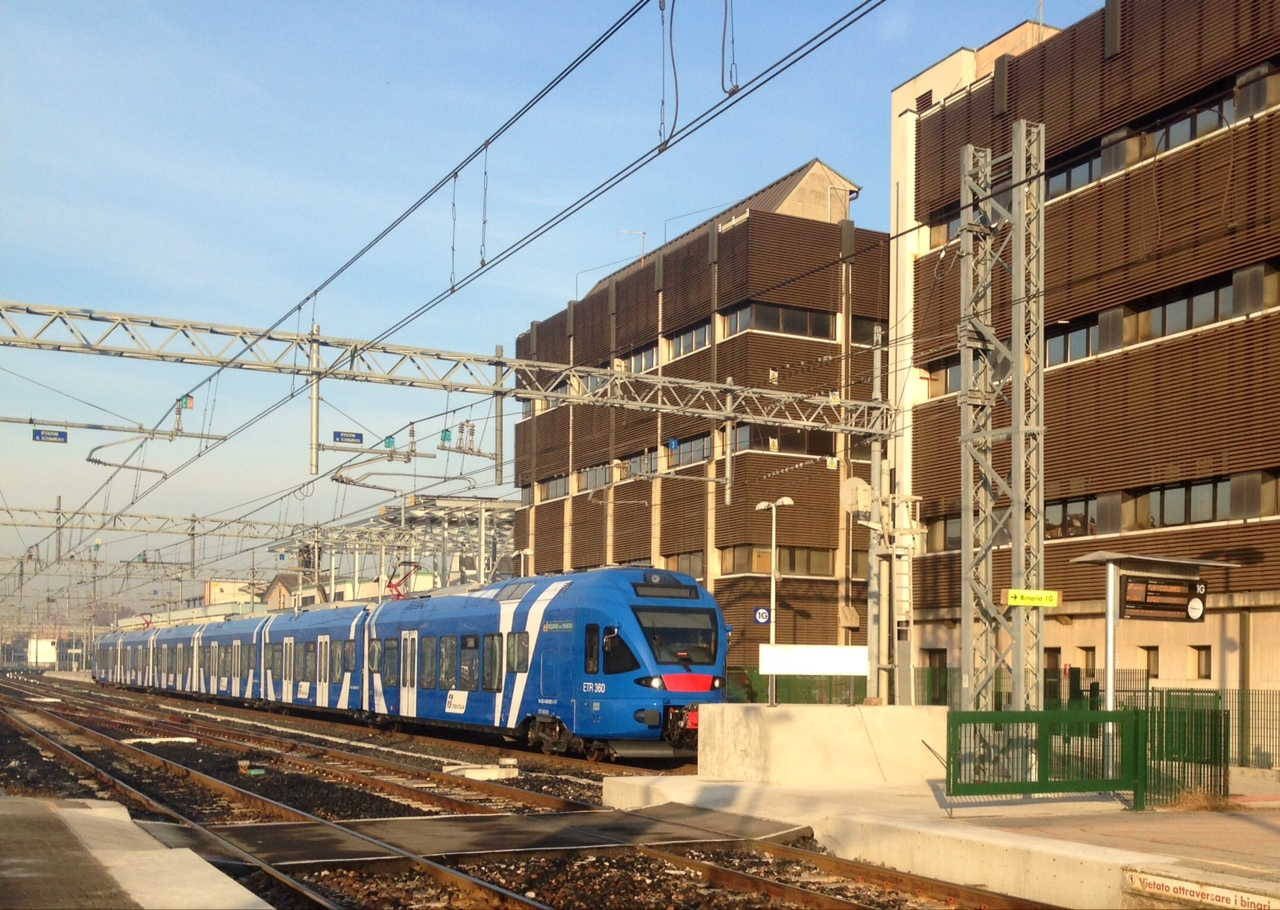
Elettrotreno FLIRT in servizio da dicembre 2013 lungo la linea Venezia-Portogruaro

Il 15 dicembre 2013 è entrato in vigore il nuovo orario ferroviario. Rispetto al precedente prevede un cadenzamento totale di tutte le linee del Veneto e un aumento generale della frequenza delle corse (in un giorno infrasettimanale), compensata però con una riduzione dell'arco di servizio giornaliero. Inoltre, sono entrati in servizio i primi treni ordinati alla fine del 2009. Tuttavia l'introduzione di questo orario non è stato pubblicizzato come SFMR; lo slogan utilizzato è stato: "nuovo orario cadenzato, si cambia per migliorare: più velocità e frequenza".
Nel 2018 la Regione ha passato la gestione a RFI ritenendolo economicamente irrealizzabile.

## Gli obiettivi e gli interventi
Gli obiettivi da perseguire, per la Regione Veneto, sono principalmente tre:
- decongestione delle varie reti stradali;[senza fonte]
- riduzione inquinamento atmosferico;[senza fonte]
- aumento quota del trasporto pubblico e aumento quota del trasporto su ferro rispetto ai rispettivi totali.[senza fonte]

Inoltre l'SFMR sarà un supporto, secondo la Regione Veneto, sostenibile sul piano sociale, fisico-ambientale ed economico per rispondere all'aumento della domanda di mobilità nel Veneto e sarà caratterizzato dall'efficacia del sistema e dall'attratività.
Per raggiungere questi obiettivi sono in corso di realizzazione o allo studio i seguenti elementi:
- ristrutturazione delle stazioni esistenti (rialzo dei marciapiedi per ottenere un accesso ai treni a raso e piena accessibilità per i portatori di handicap, realizzazione parcheggi di scambio, installazione delle pensiline[20]);
- realizzazione di nuove fermate (alcune in sostituzione di precedenti);
- realizzazione di ampi parcheggi di scambio in prossimità delle stazioni;
- potenziamento e adeguamento tecnologico della rete ferroviaria;
- acquisto nuovi treni specifici;
- aumento frequenze dei treni;
- cadenzamento orario;
- tariffa integrata a zona treno-bus-vaporetti-parcheggi;

- sistemi informativi per l'utenza;

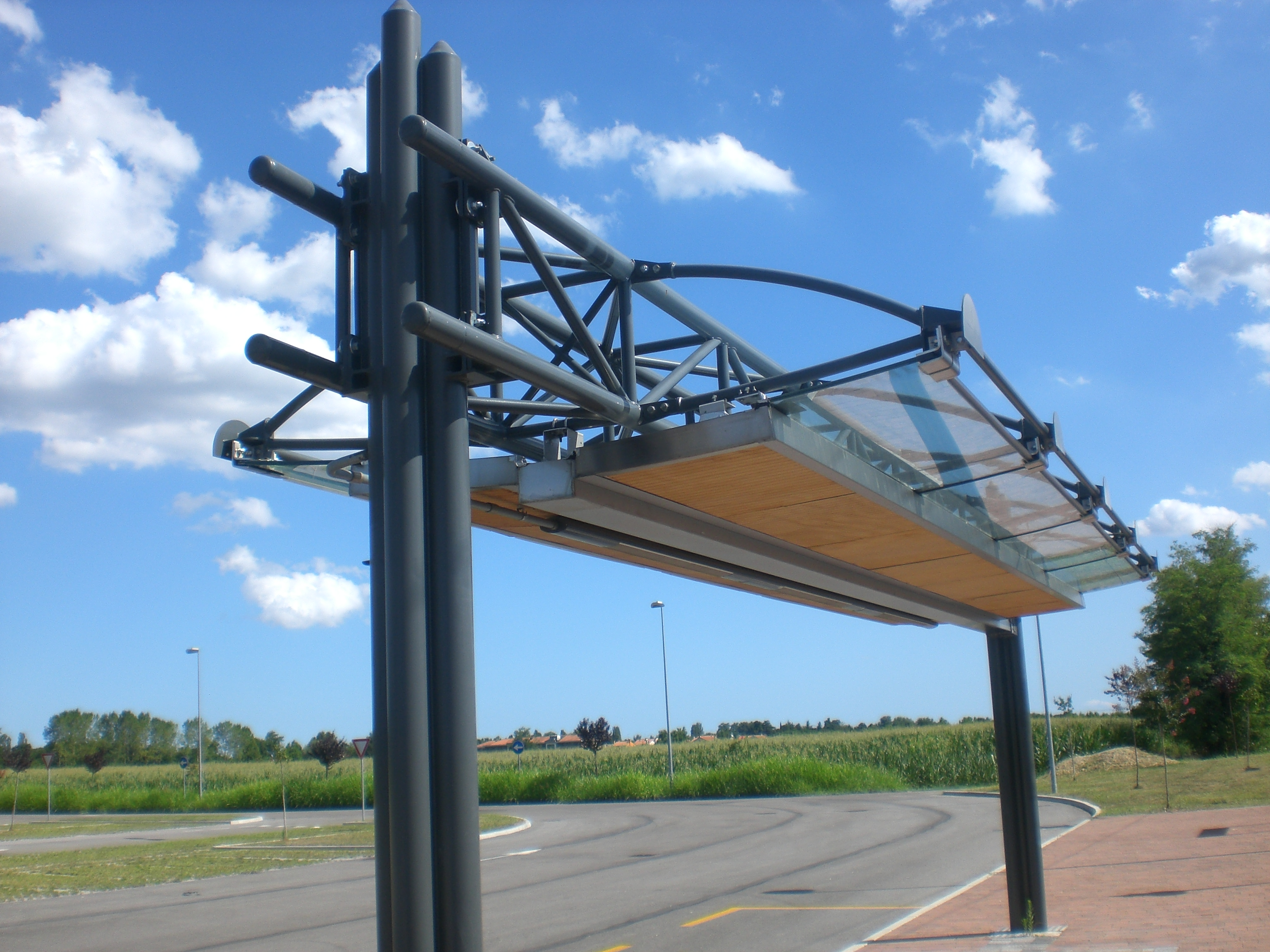
Le pensiline unificate usate per le fermate dell'autobus, per gli stalli delle biciclette e per i marciapiedi dei binari

- sistema “Rendez-Vous”: integrazione orari bus-treno;
- eliminazione della maggior parte dei passaggi a livello mediante la realizzazione di cavalcavia e sottovia per fluidificare il traffico stradale ed evitare interferenze tra il traffico ferroviario e automobilistico (con la presenza dei passaggi a livello e l'aumento delle frequenze ferroviarie il traffico automobilistico sarebbe stato continuamente interrotto).

Per rendere immediatamente riconoscibili le stazioni e le fermate SFMR esse saranno tutte dotate di pensiline unificate.
Le stazioni di Venezia Mestre, Venezia Santa Lucia, Padova, Treviso, Mogliano V.to, Camposampiero e Castelfranco Veneto non saranno dotate delle nuove pensiline unificate in quanto già presenti pensiline anche se di diverso tipo. Nel caso della stazione di Venezia Santa Lucia alcuni binari, quelli appartenenti al cosiddetto Fascio Sacca, non saranno dotati di alcun tipo di pensilina.
Le altre stazioni situate nel Comune di Venezia saranno realizzate con uno stile a botte come quello di Venezia Mestre Ospedale.

## Il concetto del servizio ferroviario metropolitano
L'idea di base si può richiamare alle S-Bahn del mondo tedesco; tuttavia, una differenza importante rispetto alla maggior parte delle S-Bahn risiede nel fatto che la rete del SFMR sarà non imperniata su di un'unica città ma piuttosto su tre poli principali, ovvero Venezia, Padova e Treviso (la cosiddetta PaTreVe, il Triangolo Veneto), e da una serie di poli secondari. Per rendere più facile e conveniente l'uso del SFMR è prevista l'organizzazione della rete in due concetti base:
- Coincidenze: nelle stazioni di corrispondenza a due o più linee le corse arriveranno e partiranno in orari per quanto possibile vicini riducendo l'attesa dei passeggeri che devono cambiare treno.
- Cadenzamento: la frequenza delle corse per ogni linea dovrà essere assolutamente costante (per esempio ogni 15 o 30 minuti), con una differenziazione in base alla fascia oraria (di punta o di morbida) o al giorno della settimana (lavorativo o festivo).

Complementare a tutto ciò sarà sia la riorganizzazione delle autolinee, che dovranno favorire l'interscambio gomma/rotaia, sia l'adozione di un sistema tariffario comune a tutte le aziende di trasporto interessate.
Le previsioni di variazione della ripartizione modale (cioè della percentuale di utenti che cambierà sistema di trasporto) prevede un aumento dei passeggeri su treno del 74,2%, una riduzione dei viaggiatori su auto del 7,7% e una riduzione dei viaggiatori su bus del 32,3%. Altre previsioni prevedono che il 18% degli attuali spostamenti automobilistici privati avverrà con treni SFMR.

## La prima fase
La prima fase di attuazione comprende il triangolo ferroviario tra Venezia, Padova e Castelfranco Veneto, più le tratte da Venezia per Mira Buse, Treviso e Quarto d'Altino. Su tali ferrovie, per una lunghezza complessiva di 150 km circa, il servizio sarà articolato in sei diverse linee.

### Gli interventi
Gli interventi previsti nella prima fase di attuazione del Sistema ferroviario metropolitano regionale del Veneto sono i seguenti:
-Interventi sulle stazioni/fermate:
- 23 stazioni/fermate da ristrutturare;[senza fonte]
- 11 fermate da costruire;[senza fonte]
- parcheggi di scambio per una capienza complessiva di circa 6000 posti;[senza fonte]
- nuovi stalli per biciclette e ciclomotori per una capienza complessiva di 3000 posti.[senza fonte]

-Interventi stradali:
- 56 passaggi a livello da eliminare;[senza fonte]
- 10 nuovi attraversamenti ciclo-pedonali urbani;[senza fonte]
- 40 nuovi sottopassi viari o misti;[senza fonte]
- 3 nuovi cavalcaferrovia;[senza fonte]
- 3 grandi interventi di viabilità (tra i quali il realizzato svincolo di Mira-Oriago dell'A57).[senza fonte]

#### Interventi infrastrutturali importanti

##### Nodo di Venezia

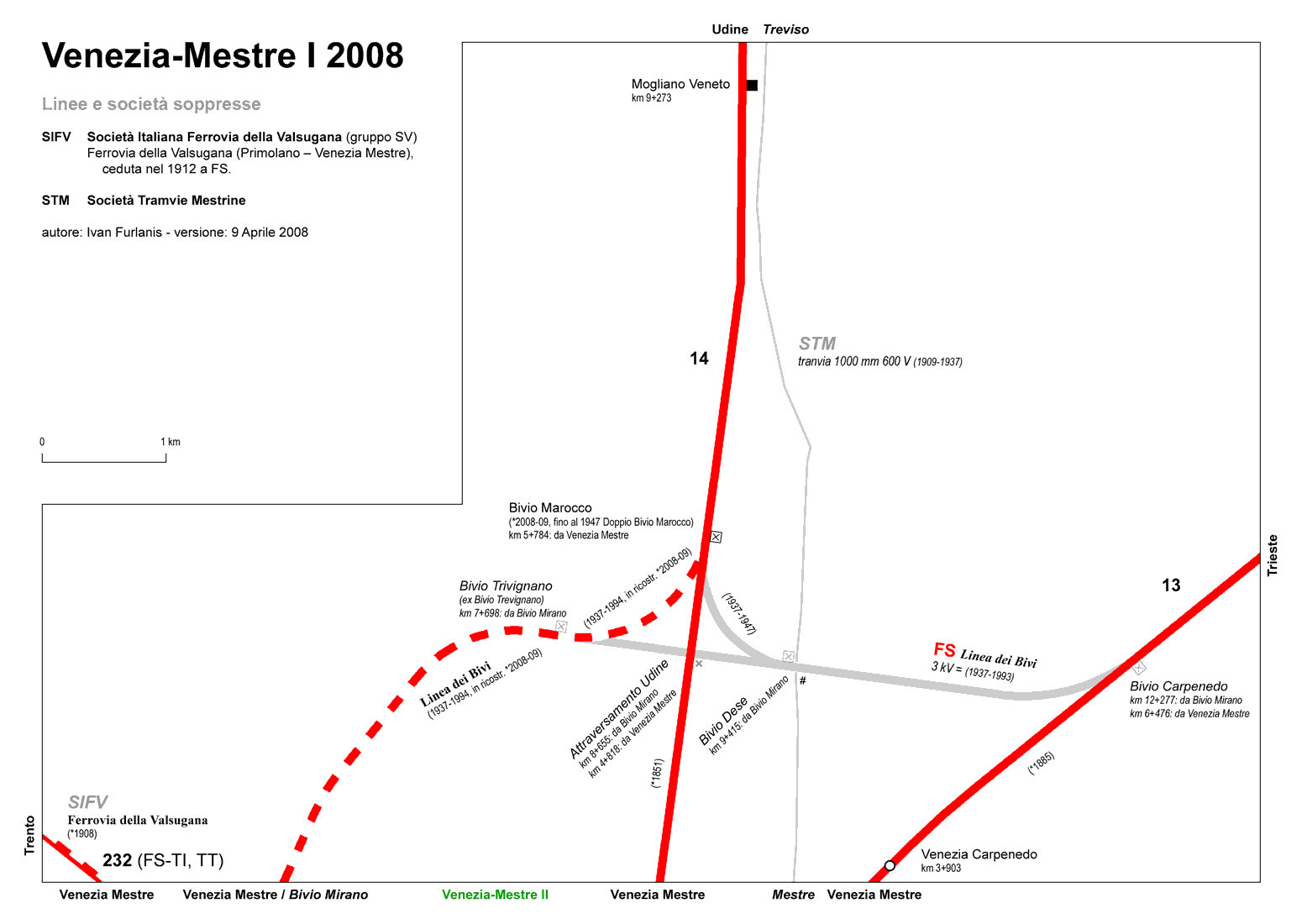
Mappa ferroviaria e tranviaria di Venezia e Mestre (parte nord).

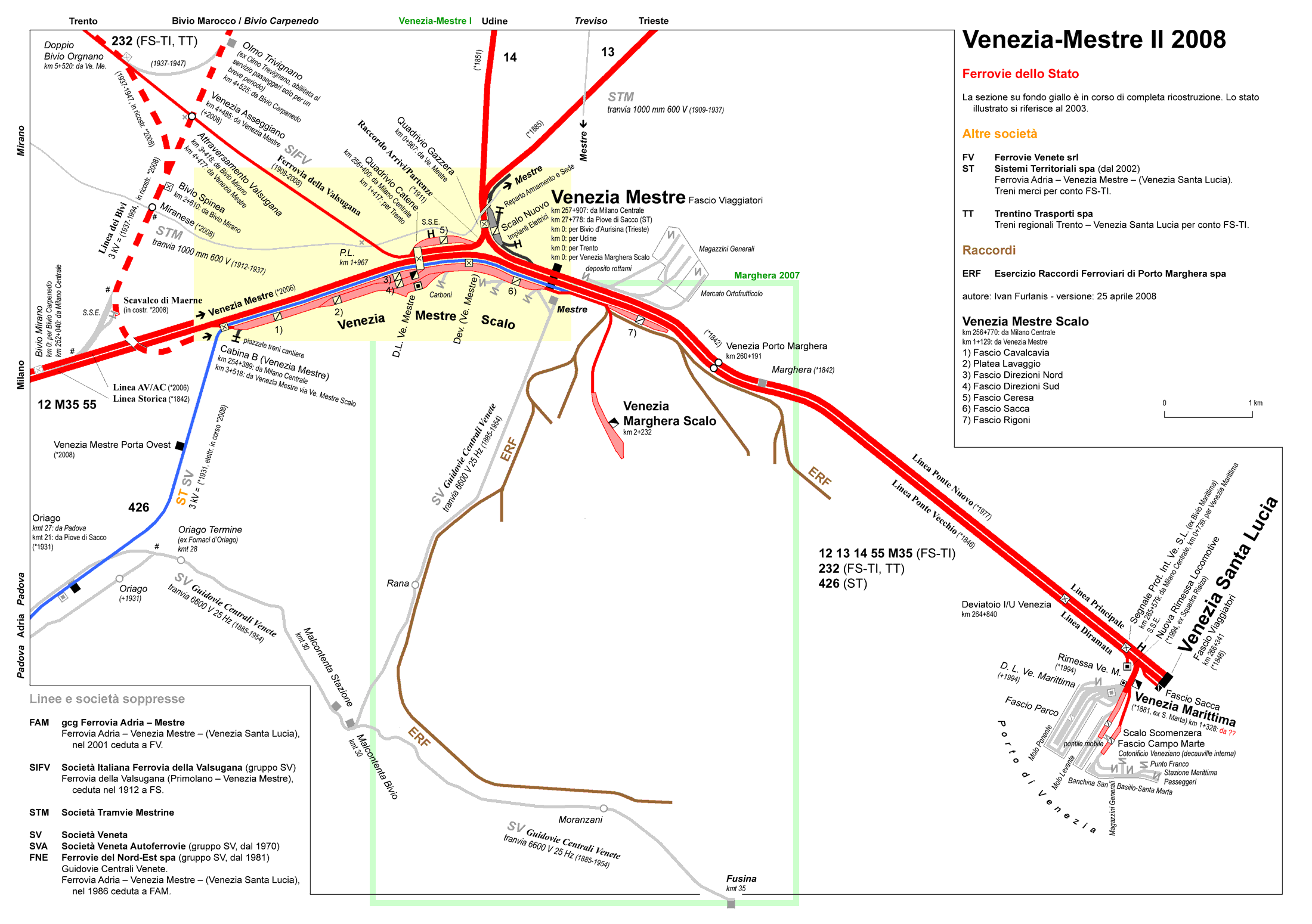
Mappa ferroviaria e tranviaria di Venezia e Mestre (parte sud).

###### Venezia Mestre
Il progetto SFMR prevede per il nodo di Venezia una profonda ristrutturazione che permetterà una potenzialità di 750 treni al giorno.
Innanzitutto, il fascio viaggiatori della stazione di Venezia Mestre è passato da nove a tredici binari passanti dotati di marciapiede. Sono stati inoltre realizzati due ulteriori binari tronchi (per le corse che non proseguiranno per Venezia Santa Lucia), non ancora utilizzati. Queste modifiche consentiranno di assegnare ad ogni linea dei binari dedicati, senza che vi siano incroci tra più linee.
È stato inoltre attivato l'SCC (Sistema di Comando e Controllo), che gestisce tutte le linee del Veneto Centrale, e l'ACC (Apparato Centrale Computerizzato).
Inoltre la stazione è in corso di ristrutturazione a cura di Grandi Stazioni.

###### Venezia Porto Marghera
La stazione sarà ristrutturata. Tuttavia, al 2012 non sono disponibili finanziamenti.

###### Venezia Santa Lucia
La stazione è al 2012 in ristrutturazione nell'ambito dei lavori di Grandi Stazioni. Per lo sviluppo di SFMR è stato adeguato il fascio Sacca.

##### Linea dei Bivi
La novità più importante consiste nella riattivazione parziale della Linea dei Bivi, chiusa dal 1993. La parte in corso di riattivazione va dal Bivio Marocco, posto sulla ferrovia Venezia-Udine, fino all'ex Bivio Mirano, compreso il raccordo ex Doppio Bivio Orgnano - Bivio Spinea, proveniente dalla Ferrovia della Valsugana.
Anziché confluire sulla ferrovia Milano-Venezia in direzione del capoluogo lombardo, la rinata Linea dei Bivi imbocca un viadotto in curva, soprannominato Scavalco di Maerne, che la porta a superare i quattro binari della linea per Milano, a cui poi si affianca entrando nella stazione di Venezia Mestre. Ciò permette di separare gli itinerari dei treni delle linee per Trento e Milano, creando, inoltre, un secondo percorso alternativo per i treni della linea per Udine.
Il tratto ex Doppio Bivio Orgnano - Scavalco di Maerne - Venezia Mestre è stato inaugurato ufficialmente il 30 maggio 2008; l'attivazione è seguita il 10 giugno. Dal 7 giugno è stata perciò abbandonata la tratta della Ferrovia della Valsugana dal Gruppo Scambi AV/AC (ex Quadrivio Catene) all'ex Doppio Bivio Orgnano, comprendente anche la fermata di Venezia Asseggiano; la sede sarà riutilizzata come pista ciclabile.

##### Altri interventi completati
- Quadruplicamento della tratta Padova-Mestre;
- Elettrificazione della tratta Mira Buse-Venezia Mestre;
- Raddoppio della tratta Camposampiero-Castelfranco Veneto.

### Materiale rotabile

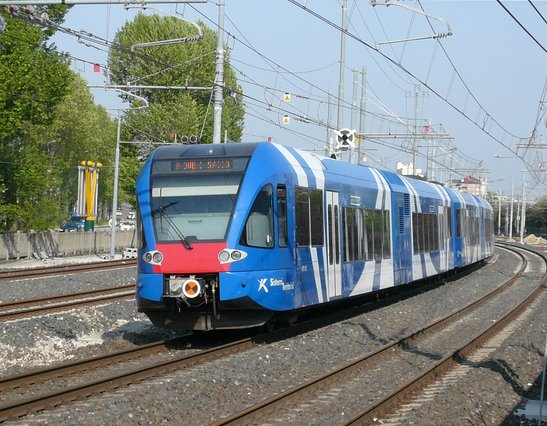
GTW 4/12

Il materiale rotabile utilizzato previsto sarà composto da 20 elettrotreni ETR 340 (tipo FLIRT) e da 2 GTW 4/12 della Stadler Rail, ordinati dalla Regione Veneto alla fine del 2009, in aggiunta a 2 GTW 4/12, ai 2 GTW 2/6 e a 2 FLIRT precedentemente acquistati. Sono entrati in servizio commerciale gradualmente a partire dal dicembre 2013, e sono affidati a Trenitalia in comodato d'uso.

### Le linee
| Linea                                                          | Fermate |
| -------------------------------------------------------------- | --- |
| 1                                                              | Venezia Santa Lucia – Venezia Porto Marghera – Venezia Mestre – Venezia Mestre Olimpia – Venezia Carpenedo – Gaggio Porta Est – Quarto d'Altino                                               |
| 2                                                              | Venezia Santa Lucia – Venezia Porto Marghera – Venezia Mestre – Venezia Mestre Gazzera – Venezia Mestre Ospedale – Marocco – Mogliano Veneto – Preganziol – San Trovaso – Treviso Centrale    |
| 3                                                              | Venezia Santa Lucia – Venezia Porto Marghera – Venezia Mestre – Mira-Mirano – Dolo – Vigonza-Pianiga – Busa di Vigonza – Padova San Lazzaro – Padova                                          |
| 4                                                              | Padova – Vigodarzere – Campodarsego – San Giorgio delle Pertiche – Camposampiero – Castelfranco Veneto                                                                                        |
| 5                                                              | Venezia Mestre – Venezia Mestre Porta Ovest – Oriago – Mira Buse |
| 6                                                              | Venezia Santa Lucia – Venezia Porto Marghera – Venezia Mestre – Spinea – Maerne di Martellago – Salzano-Robegano - Noale-Scorzè – Trebaseleghe – Piombino Dese – Resana – Castelfranco Veneto |
| Note In corsivo le nuove stazioni e fermate previste dal SFMR. | |

#### Linea 1
La linea 1 si svolgerà tra le stazioni di Venezia Santa Lucia e Quarto d'Altino della linea Venezia-Trieste, con una frequenza prevista nella prima fase di un treno ogni mezz'ora nell'ora di punta, uno all'ora per la fase di morbida.

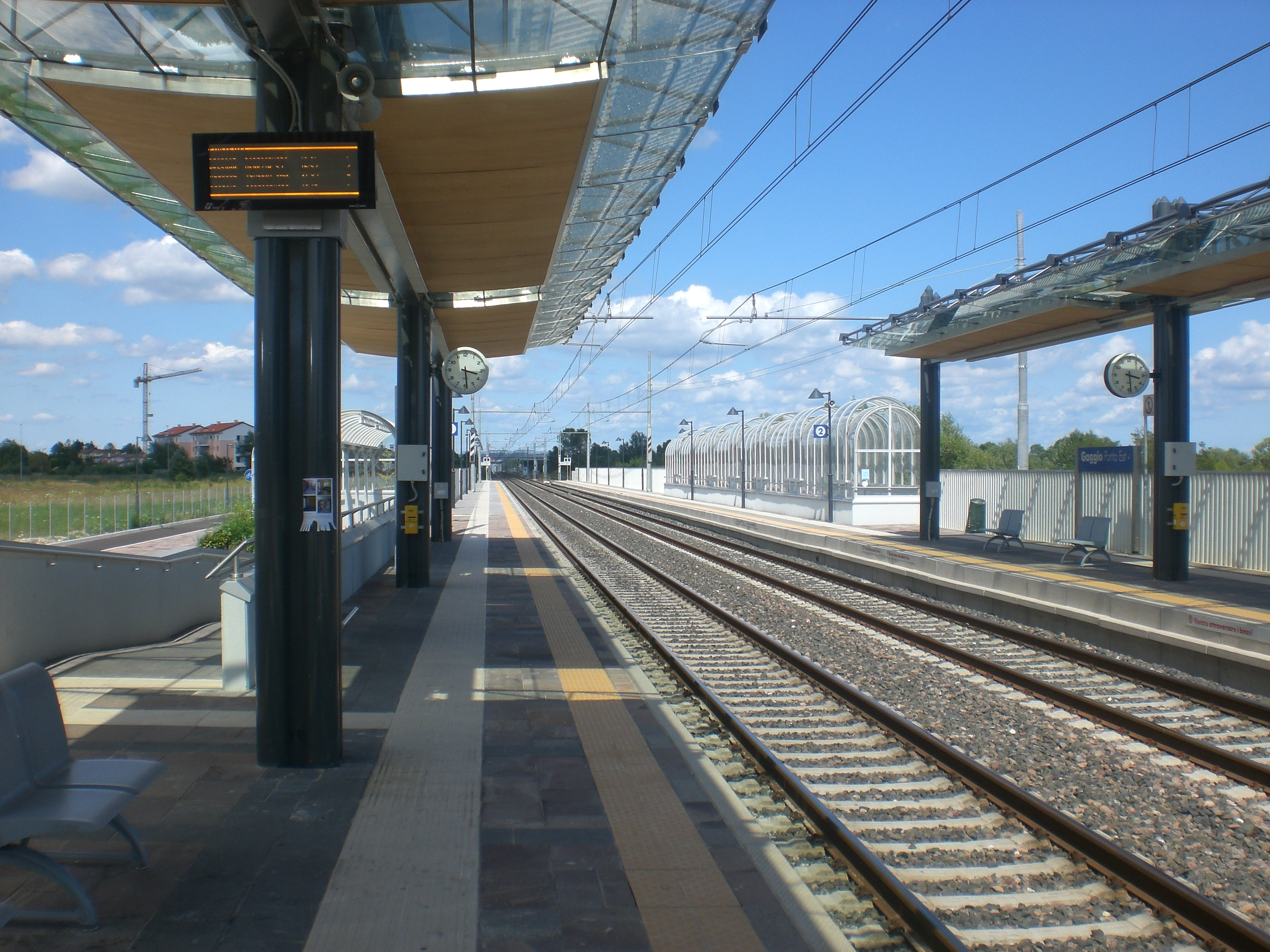
La fermata di Gaggio Porta Est

Tra Mestre e il capolinea esterno il progetto contiene due nuove fermate:
- Venezia Mestre Via Olimpia, nei pressi dell'ex Ospedale Civile Umberto I, in costruzione;
- Gaggio Porta Est, nei pressi dell'area commerciale di Marcon, dal 14 dicembre 2008 ha sostituito la storica fermata di Gaggio.

Era prevista la costruzione di una quarta stazione (Venezia Mestre Fradeletto-Carpenedo) in sostituzione di quella di Mestre-Carpenedo ma nel 2010 è stato deciso di ristrutturare l'attuale. Inoltre la fermata di Gazzera, posta nei pressi dell'ex quadrivio omonimo, confluenza delle linee ferroviarie Venezia-Trieste (utilizzata dalla linea 1) e Venezia-Udine (utilizzata dalla linea 2 Venezia-Treviso), inizialmente doveva servire entrambe le linee; in seguito a richieste di Rete Ferroviaria Italiana la fermata servirà solo la linea per Treviso-(Udine).

#### Linea 2
La linea 2 correrà tra le stazioni di Venezia Santa Lucia e di Treviso Centrale della linea Venezia-Udine, con una frequenza prevista nella prima fase di un treno ogni quarto d'ora negli orari di punta e un ogni mezz'ora negli orari di morbida.

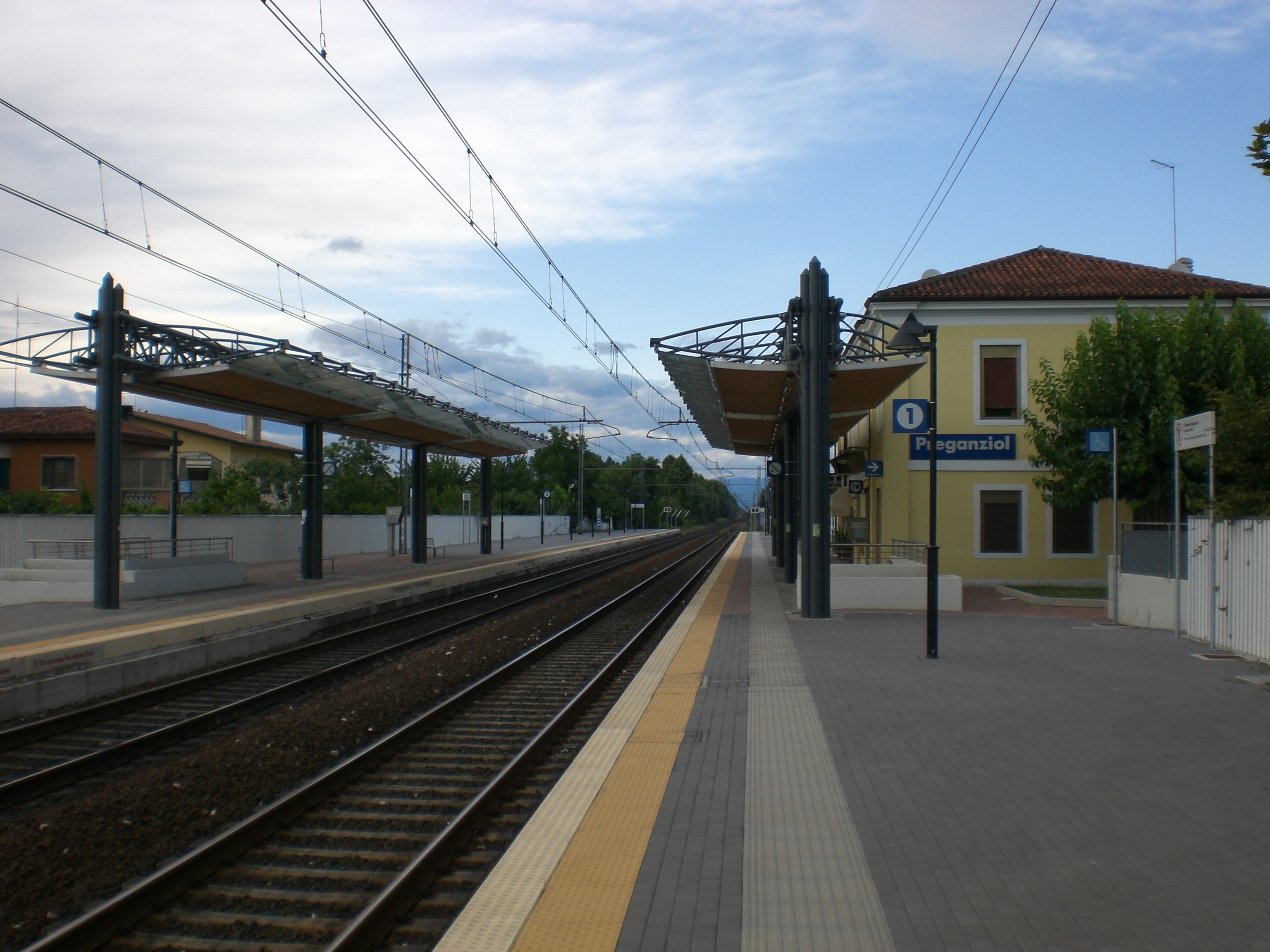
Stazione di Preganziol

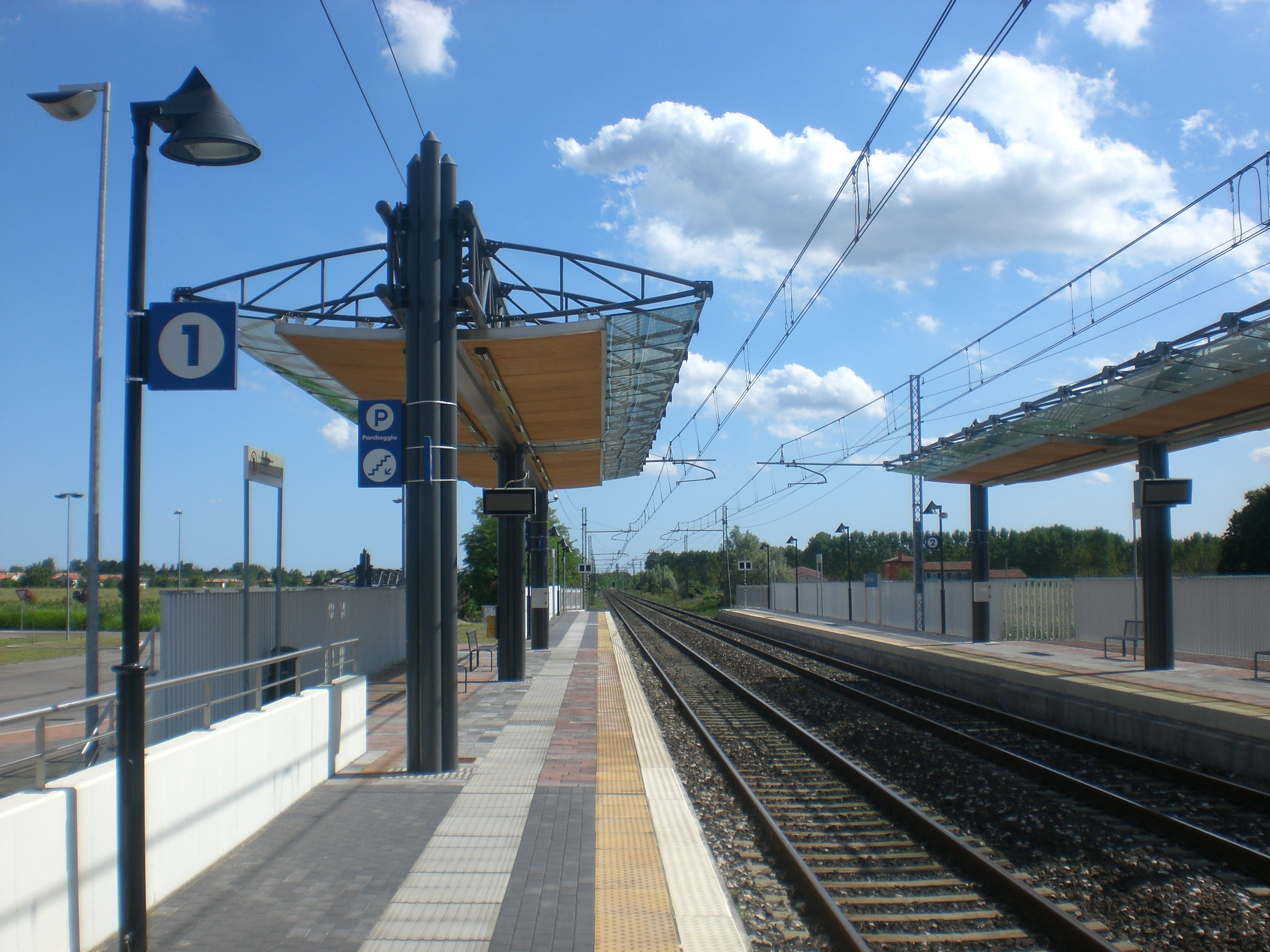
Stazione di San Trovaso

Il progetto SFMR prevede su tale tratta tre nuove fermate, nell'ordine:
- Venezia Mestre Gazzera, attivata il 15 dicembre 2024;[32]
- Venezia Mestre Ospedale, nei pressi dell'Ospedale dell'Angelo e dell'area commerciale AEV Terraglio, in funzione dal 5 ottobre 2008;
- San Trovaso, situata tra Preganziol e Treviso, attivata il 9 dicembre 2007[33].

Oltre a queste nuove fermate, sono state risistemate le stazioni di Mogliano Veneto e Preganziol.

#### Linea 3
La linea 3 collegherà Venezia e Padova attraverso la linea ferroviaria Milano-Venezia, con una frequenza prevista nella 1ª fase di un treno ogni quarto d'ora e un treno ogni mezz'ora nella fascia oraria serale.

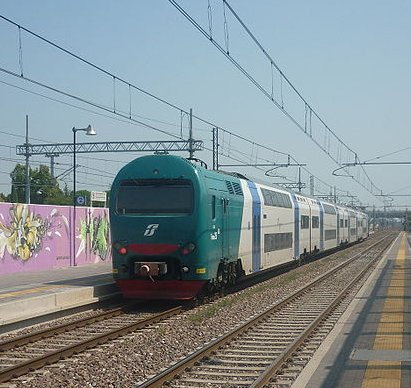
Un TAF in partenza da Vigonza-Pianiga per Venezia

Lungo questa linea è stato quadruplicato il binario tra Venezia Mestre e Padova nell'ambito dell'Alta Velocità: i due nuovi binari, conosciuti nel loro insieme come Linea AV/AC ed attivati il 30 dicembre 2006, sono atti alla velocità massima di 220 km/h e non attraversano alcuna fermata o stazione. Queste, invece, sono presenti sui due binari della Linea Storica che saranno quindi riservati ai treni del SFMR. Lungo la linea sono stati eliminati tutti i passaggi a livello.
Più specificamente, il progetto del SFMR prevede la costruzione di due nuove fermate nella periferia padovana: Busa di Vigonza, in sostituzione della fermata di Ponte di Brenta, e Padova San Lazzaro. La prima fermata è stata attivata il 13 dicembre 2015; sorge subito ad est del ponte sul Brenta e, rispetto alla vicina Ponte di Brenta posizionata al termine di una stradina chiusa, sarà di più facile accesso. La fermata di San Lazzaro invece al momento è solo sulla carta; sorgerà presso l'omonimo quartiere tra i segnali di partenza e protezione esterni della stazione di Padova. Secondo i progetti avrebbe dovuto essere aperta per la fine del 2013. Al 2023, nessuna stazione è stata ancora costruita .
È prevista anche la ristrutturazione delle restanti tre stazioni intermedie (Mira-Mirano, Dolo, Vigonza-Pianiga).
La capacità della linea ferroviaria (riferita ai solo due binari della linea storica) è di 235 treni/giorno. Su detta linea con l'introduzione del SFMR si prevede il passaggio da 61 a 115 treni/giorno, con il numero di passeggeri/giorno che dovrebbe passare dagli attuali 15.000 ai 24.000.

#### Linea 4
La linea 4 collegherà Padova con Castelfranco Veneto, con una frequenza prevista nella 1ª fase di un treno ogni mezz'ora e un treno ogni ora nella fascia oraria serale.

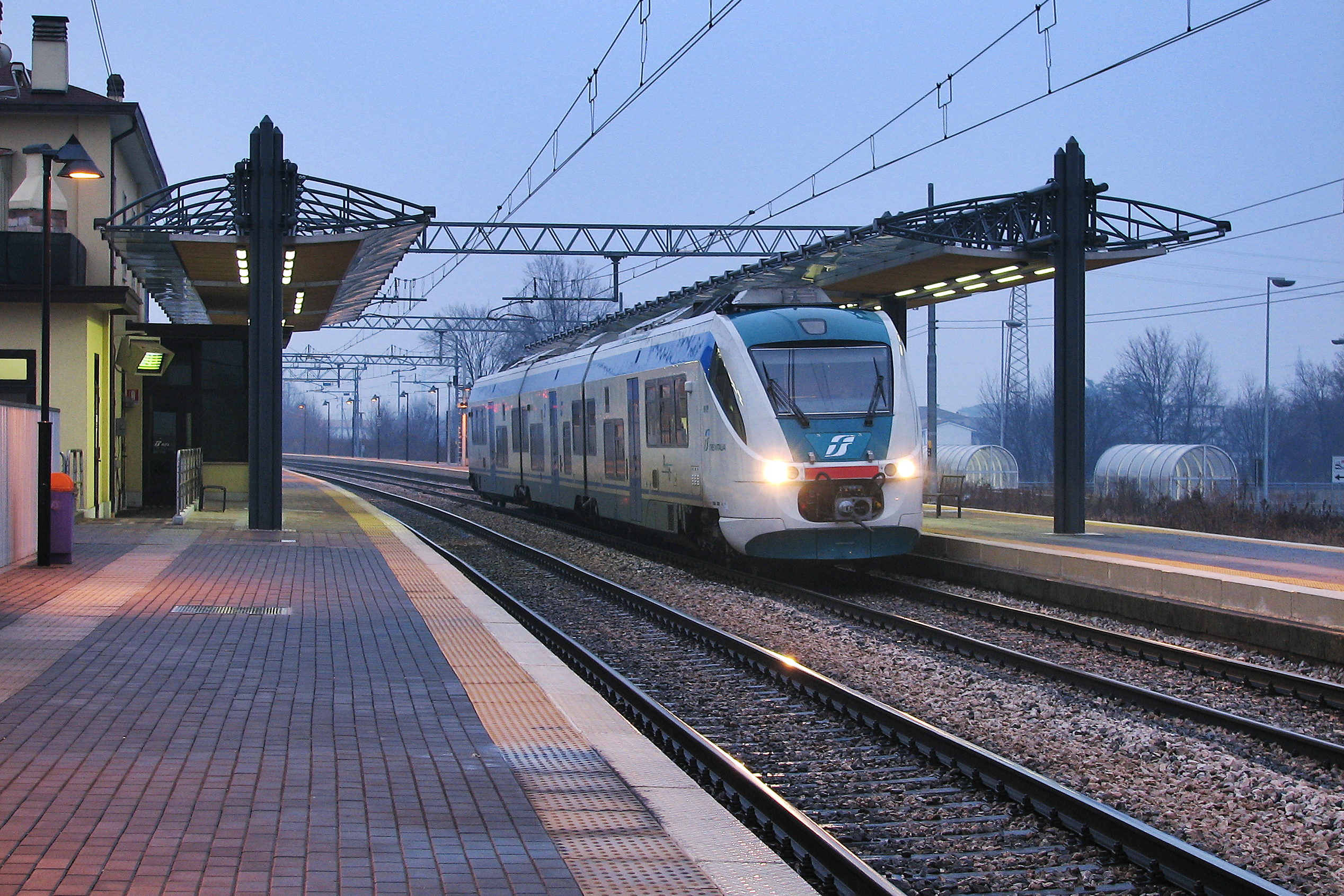
Un Minuetto diesel è pronto a partire da Vigodarzere per Padova. Nell'immagine si notano chiaramente le nuove pensiline, i nuovi marciapiedi e, a destra, si intravede il parcheggio per le auto, tutte novità portate dal SFMR.

Tra Castelfranco Veneto e Camposampiero il servizio verrà svolto lungo la linea Calalzo-Padova.
Il rimanente tratto tra Camposampiero e Padova utilizzerà il tratto comune alle linee Bassano del Grappa-Padova e Calalzo – Padova.
È stata la prima tratta su cui sono cominciati i lavori di adeguamento che prevedevano il raddoppio delle due tratte rimaste a binario unico, ovvero il ponte sul Brenta presso Vigodarzere e i 12 km tra Camposampiero e Castelfranco Veneto. Il raddoppio della seconda porzione è stato completato in tempi brevi, dato che è attivo fin dal 2001. Per quanto riguarda lo scavalco del Brenta, al momento è stato completato solo il terrapieno della rampa meridionale del nuovo ponte, posto a circa 50 m più ad ovest di quello attuale.
Nel frattempo sono state restaurate tutte le stazioni intermedie (Vigodarzere, Campodarsego, San Giorgio delle Pertiche e Camposampiero) dotandole di nuovi parcheggi nonché di nuove pensiline e marciapiedi.

#### Linea 5
La linea 5 si svolgerà principalmente lungo un tratto (elettrificato per l'SFMR) della ferrovia Adria-Mestre, gestita da Sistemi Territoriali (ST), collegando Venezia Mestre con Mira Buse.
La frequenza prevista nella 1ª fase è di un treno ogni mezz'ora e un treno ogni ora nella fascia oraria serale. Altre stime recenti prevedono una frequenza di un treno ogni venti minuti negli orari di punta e di un treno ogni mezz'ora negli orari di morbida.

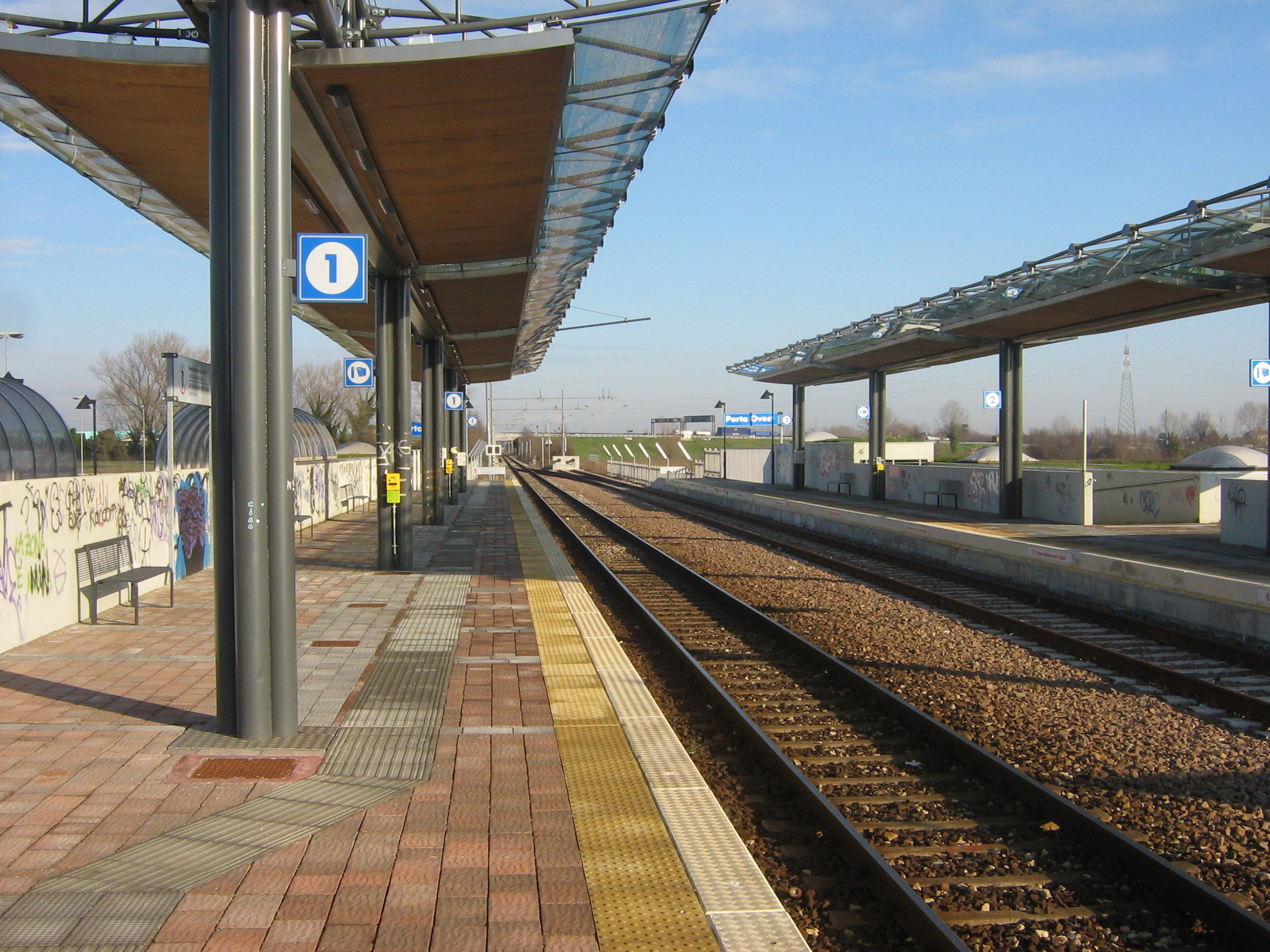
La stazione di Venezia Mestre Porta Ovest

È stata aggiunta, come da progetto, una nuova stazione denominata Venezia Mestre Porta Ovest. Essa è posta nei pressi dell'uscita di Mira-Oriago dell'A57-tangenziale di Mestre ed è stata attivata il 25 febbraio 2008.
Nel frattempo sono state ristrutturate le stazioni di Oriago e di Mira Buse. Presso quest'ultima sono stati aggiunti due nuovi binari tronchi da dedicare specificatamente ai treni del SFMR.
Nel marzo del 2010 è stato approvato l'“Atto aggiuntivo al contratto di gestione” tra la Regione Veneto e Sistemi Territoriali per finanziare alcune corse aggiuntive, dal 13 giugno 2010, rispetto al precedente orario, lungo la linea Mira Buse-Mestre effettuate con gli elettrotreni FLIRT. Il servizio non è comunque quello SFMR (che prevede corse cadenzate con due treni per ora).

#### Linea 6

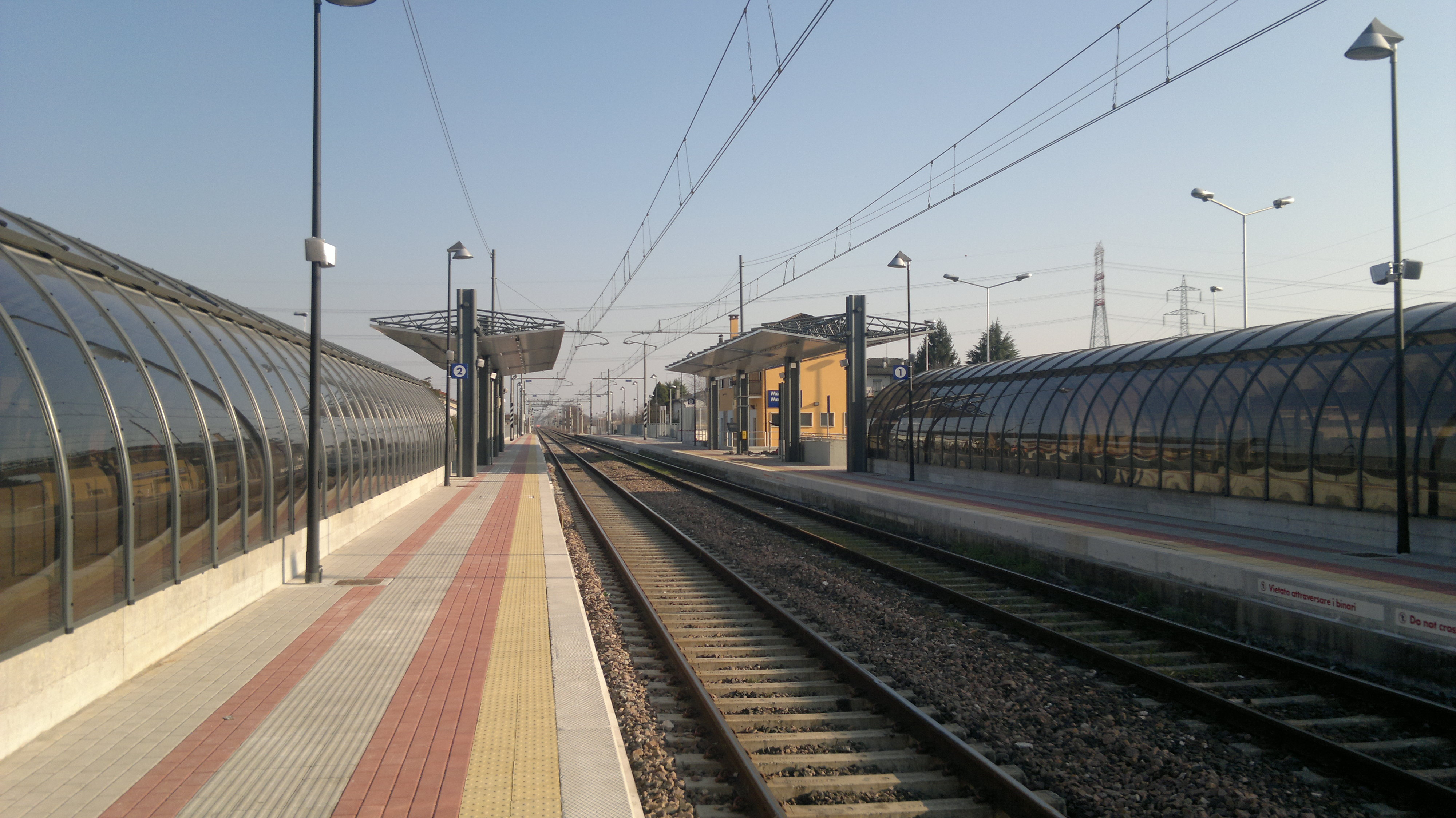
La stazione di Maerne di Martellago

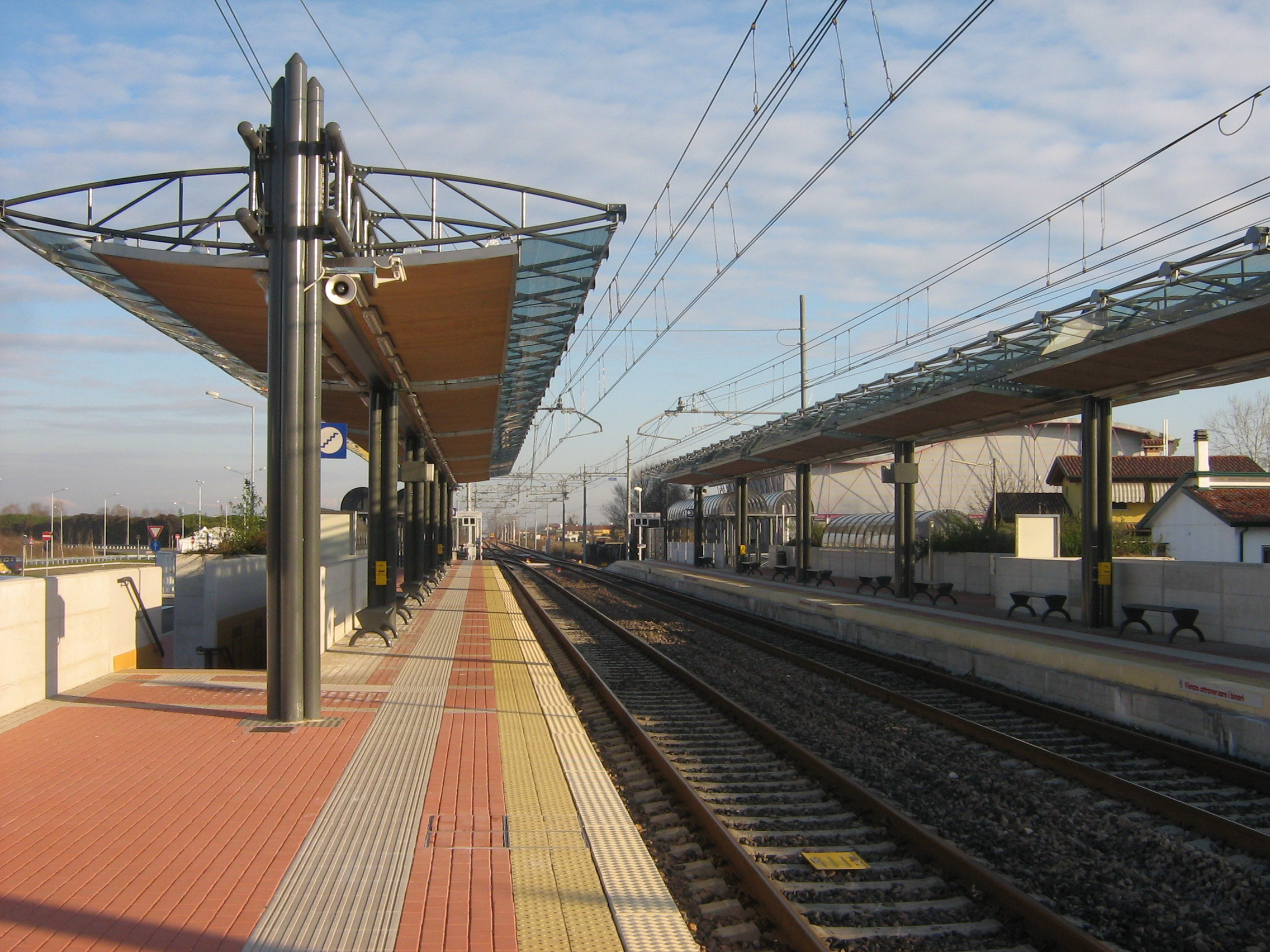
Stazione di Spinea

La linea 6 collegherà Venezia con Castelfranco Veneto percorrendo la riattivata Linea dei Bivi lungo la quale è presente la nuova fermata di Spinea posta subito prima del Bivio/Posto Comunicazione Spinea. Dopo il bivio, imboccato in deviata, i treni riprenderanno la linea storica per Castelfranco all'ex Doppio Bivio Orgnano.
La frequenza prevista nella 1ª fase è di un treno ogni mezz'ora e un treno ogni ora nella fascia oraria serale.
L'intera tratta da Venezia Mestre a Maerne di Martellago è dotata di doppio binario che in futuro sarà esteso fino a Castelfranco. Nel frattempo, sempre in previsione del SFMR, il 12 settembre 2005 è stata attivata la nuova fermata di Trebaseleghe.
Le stazioni intermedie (Maerne di Martellago, Salzano-Robegano, Noale-Scorzè, Piombino Dese e Resana) sono state ristrutturate e adeguate agli standard SFMR (pensiline, parcheggio di scambio, banchine rialzate).

## Le fasi successive
Nell'aprile 2008 è stata finanziata la seconda fase di espansione del SFMR che coinvolge le linee Quarto d'Altino – Portogruaro (il costo previsto per questa linea è pari a 140000000,00 €),
Treviso – Conegliano, Castelfranco Veneto – Vicenza (con probabile riattivazione della fermata di Lisiera) e Padova – Monselice (con probabile nuova fermata di Padova Brusegana). I finanziamenti, già stanziati, tuttavia sono stati dirottati per la ricostruzione dell'Abruzzo, a causa del terremoto del 2009.
Il 28 agosto 2009 l'ATI composta da Lf Costruzioni, Paccagnan e Servizi funzioni ambientali si è aggiudicata l'appalto, del valore di oltre 12 milioni di euro, per la costruzione della nuova stazione di San Donà di Piave (leggermente spostata di 450 metri rispetto all'attuale) e la ristrutturazione dell'attuale stazione di Portogruaro, entrambe della linea Quarto d'Altino-Portogruaro.
I lavori per entrambe le stazioni dureranno 630 giorni a partire dall'inizio dei lavori a settembre 2009.
Dopodiché, sempre in base ai finanziamenti disponibili, la rete si allargherà con la terza fase fino a comprendere tutte le linee ferroviarie comprese nel poligono formato da Portogruaro, Conegliano, Montebelluna, Bassano del Grappa, Schio, Vicenza, Rovigo e Chioggia. Infine, a lungo termine è pianificata anche una quarta ed ultima fase di espansione verso Verona,
Trento e Calalzo (sia via Feltre che via Vittorio Veneto) andando a coprire la quasi totalità della rete ferroviaria regionale.